# Meristomeringina mimetes
Meristomeringina mimetes är en tvåvingeart som beskrevs av James 1952. Meristomeringina mimetes ingår i släktet Meristomeringina och familjen vapenflugor.
Artens utbredningsområde är Kongo. Inga underarter finns listade i Catalogue of Life.